# Pía Sarmiento
Pía Carla Sarmiento Escoda, coneguda esportivament com a Pía Sarmiento, (San Juan de la Frontera, 9 de juny de 1986) és una jugadora d'hoquei sobre patins argentina.
Després de quatre temporades al club vilanoví, s'incorporà l'estiu de 2010 al Girona CH. Amb el club lleonès aconseguí l'ascens a l'OK Lliga la temporada 2022-23. També fou la màxima golejadora de la competició amb 59 gols i fou escollida MVP de l'OK Lliga Plata. Internacional amb la selecció argentina, s'ha proclamat campiona del Món en dues ocasions (2004 i 2010), destacant la seva actuació a la final del Mundial de 2010, on anotà dos gols. També guanyà una Copa Amèrica (2010), un Campionat Sud-americà (2004) i un Campionat Panamericà (2005).

## Palmarès
Clubs
- 1 Copa espanyola d'hoquei sobre patins (2009)
- 1 OK Lliga Plata (2022-23)

Selecció argentina
- 2 medalles d'or als Campionat del Món d'hoquei sobre patins (2004, 2010)
- 2 medalles de bronze als Campionat del Món d'hoquei sobre patins (2006, 2008)
- 1 medalla d'or a la Copa Amèrica d'hoquei sobre patins (2010)
- 1 medalla d'or al Campionat Sud-americà d'hoquei sobre patins (2004)
- 1 medalla d'or al Campionat Panamericà d'hoquei sobre patins (2005)

Individual
- 1 MVP de l'OK Lliga Plata (2022-23)
- 1 Màxima golejadora de l'OK Lliga Plata (2022-23)